# Philharmostes pseudumbratilis
Philharmostes pseudumbratilis är en skalbaggsart som beskrevs av Alberto Ballerio 2004. Philharmostes pseudumbratilis ingår i släktet Philharmostes och familjen Hybosoridae. Inga underarter finns listade i Catalogue of Life.